# 深圳市南山外国语学校（集团）
深圳市南山外国语学校是1995年9月由深圳市南山区人民政府创办的实验型学校。
目前，深圳市南山外国语学校由文华学校、科苑小学、科华学校、大冲学校、高新中学、滨海中学、高级中学、滨海小学、桃园中学、深汕西中心学校、南山第二实验学校、华侨城中学、华侨城小学、香山里小学、沙河小学、白石洲旧改项目两所配套学校（建设中）及幼教联盟的8所幼儿园组成。

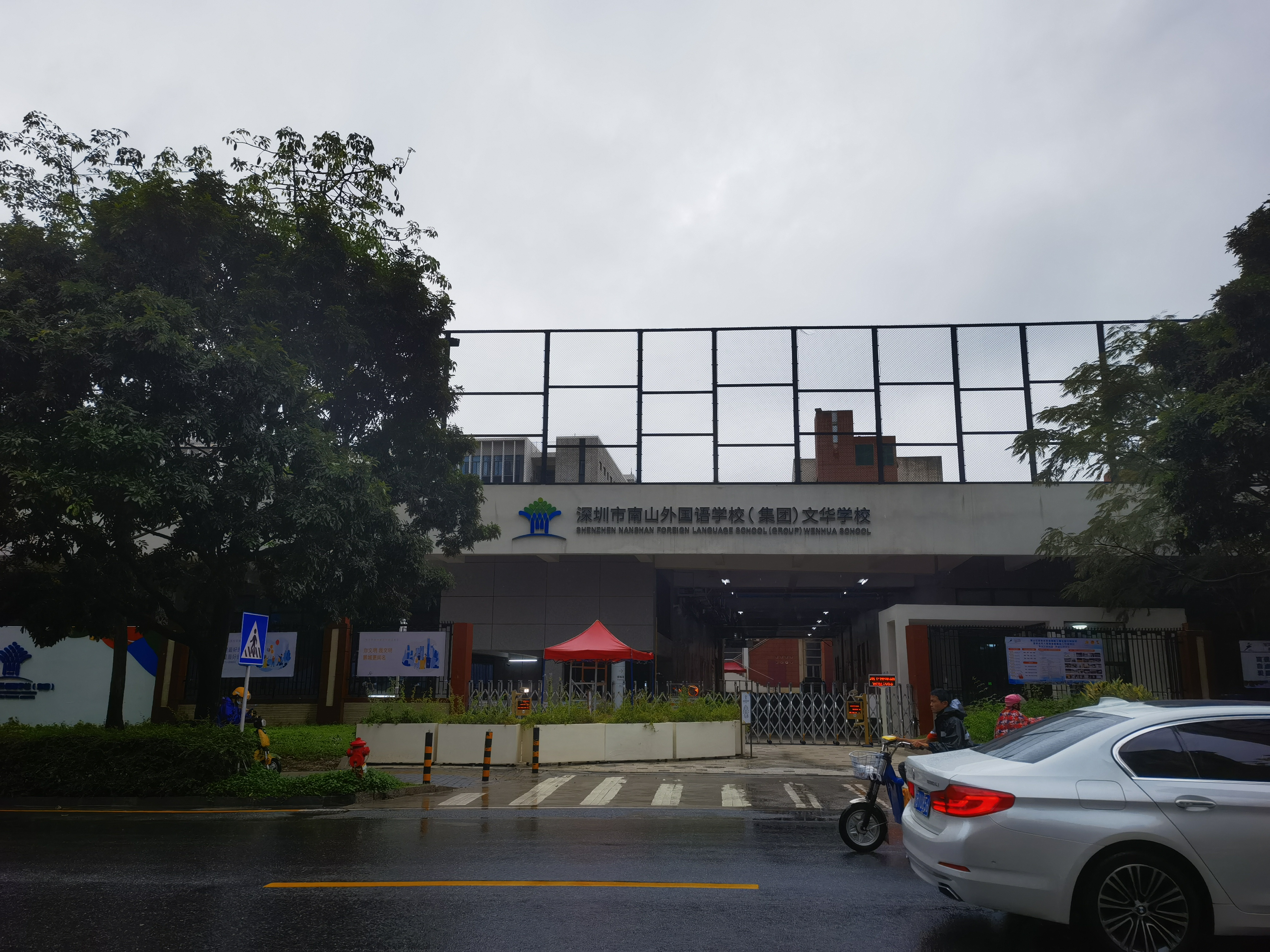
南山外国语学校文华学校

## 成员学校

### 中学

#### 高级中学（高中部）
2004年，南山外国语学校在文华学校创办高中部，2009年搬迁至滨海部，2018年搬迁至深圳湾，成为独立的高中部。现任校长梁明。

#### 高新中学
高新中学创办于2004年9月，前身为南山外国语学校高新部，是南山区公办初级中学。占地面积2万平方米，建筑面积1.43万平方米。现任校长陆峻。

#### 桃源中学
桃源中学创办于1999年，是南山区公办初级中学。2016年11月加盟南山外国语学校（集团）。现任校长叶世彪。

#### 华侨城中学
华侨城中学创办于1981年，是南山区公办初级中学，原为深圳市华侨城中学侨城初中部，2022年12月加盟南山外国语学校（集团）。

### 九年一贯制学校
文华学校
文华学校创办于1995年，九年一贯制公办学校，是南山外国语学校（集团）的发源地。占地面积2.95万平方米，建筑面积5.4万平方米。现任校长胡丹。

#### 滨海学校
滨海学校创办于2009年9月，九年一贯制公办学校，原为南山外国语学校滨海分部，曾举办过小学、初中和高中。2018年9月，高中部、小学部从滨海分部校址迁出，滨海部成为独立初级中学，并更名为滨海中学。2020年5月，滨海中学升格为滨海学校。现任校长高青。

#### 大冲学校
大冲学校创办于2015年9月，九年一贯制公办学校。占地面积22384.81平方米，建筑面积34396.45平方米。现任校长杜平。

#### 科华学校
科华学校创办于2018年9月，九年一贯制公办学校。占地面积为35655平方米，建筑面积为54215平方米，办学规模为60个教学班。现任校长葛岩峰。

#### 深汕西中心学校
深汕西中心学校创办于2020年9月，位于深汕特别合作区鹅埠街道，是南山外国语学校（集团）与深汕特别合作区管委会共建的九年一贯制公办学校，学校占地面积约5万平方米，建筑面积约8万平方米，办学规模为54个教学班，可提供2520个学位。现任校长刘曙昌。

#### 南山第二实验学校
南山第二实验学校创办于2002年，九年一贯制公办学校，原为中央教育科学研究所与南山区教育局合办的中央教育科学研究所南山附属学校（简称“央校南山分校”），2014年更名为南山区第二实验学校，2022年12月加盟南山外国语学校（集团），办学规模为53个教学班。现任校长陈铁成。

### 小学

#### 科苑小学
科苑小学创办于2002年9月，占地面积13329平方米，建筑面积45681平方米。现任校长李彬。

#### 滨海小学
滨海小学创办于2018年9月，原为滨海分部小学部，占地面积13000平方米，办学规模为36个教学班。现任校长汪洪。

#### 华侨城小学
华侨城小学创办于1980年，原为沙河华侨城企业公司小学，2000年由华侨城集团移交至南山区教育局，并更名为华侨城小学，2022年12月加盟南山外国语学校（集团），占地面积为20400平方米，建筑面积15800平方米。现任校长王智慧。

#### 香山里小学
香山里小学创办于2017年9月，占地面积18711平方米，建筑面积19262平方米，2022年12月加盟南山外国语学校（集团）。现任校长王剑宜。

#### 沙河小学
沙河小学创办于1961年，原由广州军区后勤部办学，后分别交由沙河华侨农场、光明华侨农场、沙河实业公司办学，2000年由沙河实业公司移交至南山区教育局，占地面积20616平方米，建筑面积36061平方米，2022年12月加盟南山外国语学校（集团）。现任校长张旭。

### 幼教联盟
- 南外科技第一幼儿园
- 南外科技第二幼儿园
- 南外科技第三幼儿园
- 南外海印长城幼儿园
- 南外瑞河耶纳幼儿园
- 南外滨海半岛第一幼儿园
- 南外滨海半岛第二幼儿园
- 南外大冲都市花园幼儿园